# Geoffrey Mess
Geoffrey Mess (* 19. Februar 1960 in Montreal; † 8. August 2014) war ein kanadischer Mathematiker, der sich mit geometrischer Gruppentheorie und Topologie befasste.
Mess fiel schon auf der Schule durch mathematische Begabung auf (er übersprang zwei Klassen), studierte ab 1976 an der University of Waterloo mit dem Bachelor-Abschluss 1980 und er wurde 1989 bei Andrew Casson (und John Stallings) an der University of California, Berkeley, promoviert mit einer Dissertation über Torelli-Gruppen (The Torelli Groups for Genus 2 and 3 Surface). Er war Hedrick Assistant Professor an der University of California, Los Angeles (UCLA), wurde dort 1988 Assistant Professor und 1992 Associate Professor. Nach einer längeren Krankheit (an der er schon 20 Jahre litt und die auch seine mathematische Produktivität eingeschränkt hatte) starb er 2014.
Er trug zur endgültigen Lösung der Seifert-Faserraum-Vermutung bei (David Gabai, Andrew Casson, Douglas Jungreis u. a.). Sein Beitrag von 1987 war einflussreich aber unveröffentlicht und nur als Preprint verfügbar (obwohl es an das Journal der AMS zur Veröffentlichung eingeschickt wurde).
Von ihm stammt die Bestvina-Mess-Formel (1991) und die Charakterisierung dreidimensionaler GHMC-Mannigfaltigkeiten im Satz von Mess.
1990 wurde er Sloan Research Fellow.
Neben Mathematik war er an vielen anderen Gebieten interessiert (er studierte unter anderem Russisch, Deutsch und zuletzt Persisch). Zu seinen Hobbys zählten Wandertouren in der Wildnis und Kajakfahren.
Sein Bruder Derek ist Professor für Chemie- und Bioingenieurwesen an der Tufts University.